# Prionolepis
Prionolepis es un género extinto de peces actinopterigios prehistóricos de la familia Prionolepididae, del orden Alepisauriformes. Este género marino fue descrito científicamente por Regan en 1911.

## Especies
Clasificación del género Prionolepis:
- † Prionolepis (Regan 1911)
  - † Prionolepis angustus (Egerton 1850)
  - † Prionolepis laniatus (Davis 1887)